# علی یتمزلی
علی یتمزلی (به ترکی آذربایجانی: Əliyetməzli) یک منطقه مسکونی در جمهوری آذربایجان است که در شهرستان ایمیشلی واقع شده‌است. علی یتمزلی ۵۴۴ نفر جمعیت دارد.